# Aparicio Méndez
Aparicio Méndez Manfredini (Rivera, 24 de agosto de 1904 - Montevidéu, 27 de junho de 1988) advogado e político uruguaio, que foi presidente de fato do Uruguai entre 1976 e 1981, durante a ditadura civil-militar (1973-1985). 

## Biografia
Doutorado, tornou-se especialista em direito administrativo e professor da disciplina na Faculdade de Direito da Universidade da República entre 1934 e 1955 . Ele deixou o ensino universitário como resultado de um confronto com o sindicato estudantil, que o acusou de fazer apologia em sala de aula ao regime fascista de Mussolini na Itália. No entanto, adquiriu grande prestígio, inclusive internacional, como jurista. Alguns de seus livros nessa área, como The Hierarchy, The Organ Theory e Organic Systems, continuam a ser usados no nível acadêmico e universitário.
Um membro do Partido Nacional, foi membro do Tribunal Eleitoral nos anos 1940 e Ministro de Saúde Pública durante a primeira e segunda colegiado branco entre 1961 e 1964. Em 1971 abordou o Movimento pela Pátria; Após as eleições realizadas em novembro daquele ano, Méndez apresentou um apelo para contestar as eleições por suposta fraude.

## Ditadura
Dissolvido o Parlamento, em 1973, foi nomeado pela ditadura cívico-militar membro do Conselho de Estado, órgão pelo qual o regime substituiu a Assembleia Geral. Em 1974 tornou - se presidente deste órgão.
Em 1976 foi nomeado Presidente da República pelo Conselho da Nação (órgão tutelado pelas Forças Armadas), cargo que assumiu em 1º de setembro, assinando, entre outros, o Ato Institucional nº 4 (ato que Alberto Demicheli não queria assinar) que proibiu a participação política de 15 mil cidadãos por quinze anos.
Em 19 de junho de 1977, 213 anos após o nascimento do herói nacional José Gervasio Artigas, Méndez presidiu a cerimônia de transferência dos restos mortais do herói para o novo mausoléu da Plaza Independencia de Montevidéu, em um polêmico gesto de elogio à figura do Herói republicano para legitimar uma ditadura cívico-militar.
Durante sua gestão, foi realizado um plebiscito de 1980 que buscou modificar a Constituição para legitimar o regime ditatorial, o qual foi rejeitado pelo eleitorado, permitindo um lento processo de abertura democrática.
Em 1º de setembro de 1981, ele foi substituído pelo general Gregorio Álvarez, ex-chefe do Exército.
Ele morreu em 27 de junho de 1988 em Montevidéu, justo no dia em que se cumpriu o décimo quinto aniversário do golpe.